# The Persian Version
Pour plus de détails, voir Fiche technique et Distribution.
The Persian Version est une comédie dramatique américaine écrite et réalisée par Maryam Keshavarz, sortie en 2023.
Le film a remporté deux prix au Sundance Film Festival 2023, dont le prix du public pour la comédie dramatique américaine (« US Dramatic Competition »).

## Synopsis
Alors que son père se remet d'une greffe du cœur, une jeune cinéaste irano-américaine se heurte à sa mère et apprend un secret de famille.
On découvre qu'il y a beaucoup plus de points communs entre les deux femmes et d'identités de leurs propres vies qu'il n'y parait.

## Fiche technique
- Titre original : The Persian Version
- Réalisation : Maryam Keshavarz
- Scénario : Maryam Keshavarz
- Photographie : André Jäger
- Montage : Abolfazl Talooni, JoAnne Yarrow
- Musique : Rostam Batmanglij
- Costumes : Burcu Yamak
- Production : Peter Block, Luca Borghese, Anne Carey, Ben Howe, Maryam Keshavarz, Cory Neal
- Direction artistique : Brett A. Calvo
- Pays de production : États-Unis
- Langue originale : anglais
- Format : couleur
- Genre : comédie dramatique
- Durée : 107 minutes
- Dates de sortie :  
  - États-Unis : 21 janvier 2023 ( Festival du film de Sundance 2023)

## Distribution
- Layla Mohammadi : Leïla
- Niousha Noor : Shirin
- Kamand Shafieisabet : Shirin (jeune)
- Bijan Daneshmand : Ali Reza Jamshidpour
- Bella Warda : Mamanjoon
- Sachli Gholamalizad : Mamanjoon (jeune)
- Chiara Stella :  Leila (jeune)
- Shervin Alenabi : Ali Reza (jeune)
- Jerry Habibi : Abbas
- Arty Froushan : Majid
- Samuel Tehrani : Shivaz
- Reza Diako : Hamid
- Mahdi Tahmasebi : Zal
- Andrew Malik : Eman
- Parmida Vand : Nurse Roya
- Ash Goldeh : Babajoon

## Sortie
The Persian Version a eu sa première mondiale au Festival du film de Sundance le 21 janvier 2023 et a reçu une standing ovation du public. Peu de temps après, Sony Pictures Classics a acquis les droits de distribution du film.

## Critiques
Sur le site d'agrégateur d'avis Rotten Tomatoes, 88% des 25 avis des critiques sont positifs, avec une note moyenne de 6,1/10. Metacritic, qui utilise une moyenne pondérée, a attribué au film une note de 65 sur 100, basée sur cinq critiques, indiquant « des critiques généralement favorables ».
Sur la critique du Sundance, Nick Allen de RogerEbert.com qualifie le film de « briseur de règles exubérant » et déclare que c'était « l'une des expériences les plus divertissantes et émouvantes que j'ai eues à Sundance cette année ».

## Récompenses et distinctions
| Festival                     | Date de cérémonie | Catégorie                                              | Destinataire(s)     | Résultat   | Ref.  |
| ---------------------------- | ----------------- | ------------------------------------------------------ | ------------------- | ---------- | ----- |
| Festival du film de Sundance | 27 janvier 2023   | Grand Prix du Jury - Compétition dramatique américaine | The Persian Version | Nomination | [ 6 ] |
| Festival du film de Sundance | 27 janvier 2023   | Prix du public - Compétition dramatique américaine     | The Persian Version | Lauréat    | [ 6 ] |
| Festival du film de Sundance | 27 janvier 2023   | Prix Waldo Salt (Waldo Salt Screenwriting Award)       | Maryam Keshavarz    | Lauréat    | [ 6 ] |

- (en) The Persian Version: Awards, sur l'Internet Movie Database